# Fuerte de Chaporá
El Fuerte de Chaporá (en portugués: Forte de Santo António de Chaporá o bien Forte de Chapurá) situado en Bardez, en el estado de Goa, se eleva sobre el río Chapora en la India. Antes de que los portugueses llegaron a Goa en 1510, este lugar albergó otra fortaleza. El lugar cambio de manos algunas veces antes de que los portugueses adquirieran Bardez. Tratando de poner fin al dominio portugués en Goa, el príncipe Akbar se unió a los enemigos de su padre, el Marathas en 1683 e hizo de este lugar su campamento base. Se convirtió en el puesto fronterizo norte de las antiguas conquistas. Después de que los portugueses se recuperaron de un encuentro con los Marathas, reforzaron sus defensas norte y proporcionaron un refugio a la gente de allí.
La actual fortaleza fue construida en 1717, en sustitución de las fortificaciones más antiguas. Cuando la frontera de Goa se movió hacia el norte, con la adquisición de Pernem como parte de las nuevas conquistas, la fortaleza perdió su importancia militar hacia el final del siglo. Es un lugar agradable para pasear que ofrece fantásticas vistas al norte, cruzando el río Chapora a Pernem, hacia el sur sobre Vagator y también lejos al mar Arábigo en el oeste.